# Вьоцци, Джулио
Джулио Вьоцци (итал. Giulio Viozzi; 5 июля 1912, Триест, Королевство Италия — 29 ноября 1984, Верона, Италия) — итальянский композитор, дирижёр, пианист и музыкальный критик.

## Биография
Родился в квартале Сан-Джакомо в Триесте в 1912 году. Обучался музыке у Антонио Иллерсберга. В 1931 году получил диплом пианиста, завершив обучение у Анджело Кессиссоглу. В 1936 году в Риме победил на Национальном молодёжном концертном фестивале. Некоторое время занимался концертным исполнением. В 1937 году получил диплом композитора.
Уже в 1939 году был принят на место доцента комплементарной гармонии в Музыкальной лицей им. Джузеппе Тартини в Триесте. В сентябре 1943 года был заключен в тюрьму нацистами за отказ стать гражданином Республики Сало и был выпущен лишь благодаря заступничеству директора театра им. Джузеппе Верди в Триесте Франко Антонизелли. Затем преподавал в музыкальном лицее историю музыки и вёл хор. В 1956 году был принят на место профессора композиции в консерваторию им. Джузеппе Тартини (бывший музыкальный лицей), и занимал эту должность до 1976 года. Под его руководством сформировались такие музыканты, как Антонио Бибало, Карло де Инконтрера, Даниэла Дзанеттович, Фабио Нидер.
До 1950 года Вьоцци был известен как автор камерной музыки. В 1951 году Луиджи Тоффоло в театре им. Джузеппе Верди в Триесте поставил его симфоническую поэму «Замок Дуино». Постановка имела успех у зрителей и получила признание критиков. В следующем году композитор написал и представил публике симфонию «Punta Salvore». В 1953 году на Международном фестивале в Венеции состоялась премьера его «Карстовой увертюры». В 1955 году в театре Ла-Скала в Милане Лорин Маазель представил публике его симфоническое произведение «Дифирамб». С 1952 по 1962 год Вьоцци были написаны симфония «Hangar 26», «Легенда. Музыка можжевельника» и «Музыка для Итало Звево».
Успех у публики имели сценические произведения композитора. Первым подобным сочинением Вьоцци была опера «Алламистакео» по новелле «Разговор с мумией» Эдгара Аллана По, премьера которой состоялась в Новом театре Бергамо 26 октября 1954 года в постановке Этторе Грачиза. В 1957 году в Триесте прошла премьера другой оперы композитора «Ночное вмешательство». И там же 10 марта 1962 года состоялась премьера оперы «Языческий камень». В 1967 году была поставлена его опера «Проклятая куртка», вдохновленная новеллой Дино Буццати. Премьера последней оперы композитора «Элизабета», по мотивам знаменитой повести Ги де Мопассана «Пышка», состоялась в Триесте 19 ноября 1971 года.
В поздний период творчество Вьоцци были написаны «Концерт для гобоя и струнных» (1974), в «Месса в честь Святой Евфимии» (1980), «Карстовая баллада» (1982). Композитор также сочинял произведения хоровой музыки.
30 августа 1984 года, когда он отдыхал в Кавалезе с ним случился инсульт, от которого он так и не оправился. После трех месяцев мучений он умер в Вероне вечером 29 ноября 1984 года.

## Аудиозаписи
- Giulio Viozzi. «Quintetto per fiati» (1965) — Джулио Вьоцци. «Квинтет для духовых» (1965) в исполнении Оркестра им. Алессандро Скарлатти (Неаполь), запись для радио RAI от 26 мая 1965 года.